# Џинго кеиун
Џинго кеиун (神護景雲) је јапанска ера (ненко) која је наступила после Тенпјо џинго и пре Хоки ере. Временски је трајала од августа 767. до октобра 770. године и припадала је Нара периоду. Владајући монарх била је царица Шотоку, иста жена која је раније владала државом као царица Кокен.

## Важнији догађаји Џинго кеиун ере
- 8. септембар 669. (Џинго кеиун 3, четврти дан осмог месеца) Царица умире након пет година владавине од поновног устоличења.[3]
- 770. (Џинго кеиун 3, четврти дан осмог месеца): Наследик трона је цар Конин шездесетдвогодишњи унук цара Тенџија.[4][5]
- 770. (Џинго кеиун 3, први дан десетог месеца): Цар Конин наслеђује трон и током званичне церемоније именује нову еру „Хоки“.[6][7][8]